# Brekspiprazol
Brekspiprazol – wielofunkcyjny organiczny związek chemiczny, stosowany jako lek przeciwpsychotyczny. Lek otrzymał zgodę Agencji Żywności i Leków (FDA) w lipcu 2015 roku na rejestrację w leczeniu objawów schizofrenii i jako pomocniczy lek w epizodach ciężkiej depresji. Lek został opracowany i wprowadzony na rynek farmaceutyczny przez firmy farmaceutyczne Otsuka i Lundbeck.
W grudniu 2021 zatwierdziła brekspiprazol do leczenia schizofrenii u młodzieży w wieku 13-17, na podstawie ekstrapolacji danych klinicznych uzyskanych z leczenia osób dorosłych

## Mechanizm działania
Brekspiprazol jest częściowym agonistą receptorów serotoninergicznych 5-HT1A, dopaminergicznych D2 i D3 oraz silnym antagonistą receptorów 5-HT2A. W porównaniu z arypiprazolem jest silniejszym agonistą 5-HT1A i ma mniejszą aktywność wewnętrzną wobec receptorów D2.

## Metabolizm
Brekspiprazol metabolizowany jest głównie w wątrobie przy udziale izoenzymów cytochromu P450: CYP2D6 i CYP3A4.

## Działania niepożądane
Najczęstsze działania niepożądane to akatyzja, przyrost wagi ciała, zaparcia, zmęczenie, senność, bóle głowy, drżenie, zawroty głowy, zgaga i objawy pozapiramidowe.

## Preparaty
- Rxulti[6]